# Уолс-оф-Джерусален
Эта статья — о национальном парке Австралии. О достопримечательности старого города Иерусалима см. Стены Иерусалима.
«Уолс-оф-Джерусален» (англ. Walls of Jerusalem National Park, с англ. — «Стены Иерусалима») — национальный парк, находящийся на острове Тасмания в 144 км к северо-западу от Хобарта. Парк был основан 24 июня 1981 года и с 1982 года входил в состав объекта Всемирного наследия «Дикая природа Тасмании». Парк занимает площадь 518 км² и находится на обширной возвышенности, занимающей две трети острова.
Национальный парк характеризуется, прежде всего, альпийской растительностью с эндемичными хвойными лесами. В нём много морен и ледниковых озёр.
Название «Стены Иерусалима» парк получил в связи со своими геологическими особенностями, которые, как считается, напоминают стены города Иерусалима. Многие природные объекты парка имеют названия, отсылающие к библейским мифам.
Парк представляет собой область дикой природы острова и доступен только для опытных путешественников и лыжников. В связи с исключительно переменчивой погодой им следует принимать дополнительные меры предосторожности, о чём дополнительно информирует администрация парка.
С запада «Стены Иерусалима» вплотную граничат с другим национальным парком — «Крейдл-Маунтин — Лейк-Сент-Клэр».

## Некоторые объекты парка
Горы:
- Рогуна

Реки:
- Ме́рси
- Найв